# Plassac (Charente Marittima)
Plassac è un comune francese di 617 abitanti situato nel dipartimento della Charente Marittima nella regione della Nuova Aquitania.

## Società

### Evoluzione demografica
Abitanti censiti